# Col Trout Creek
Le col Trout Creek, en anglais Trout Creek Pass, est un col des montagnes Rocheuses, dans l'État américain du Colorado. Il est situé à une altitude de 2 892 m à la limite du comté de Chaffee et du comté de Park et au sein de la forêt nationale de San Isabel.